# Império do Espírito Santo dos Quatro Cantos
O Império do Espírito Santo dos Quatro Cantos é um Império do Espírito Santo localizado na freguesia açoriana da Sé, concelho de Angra do Heroísmo, ilha Terceira.

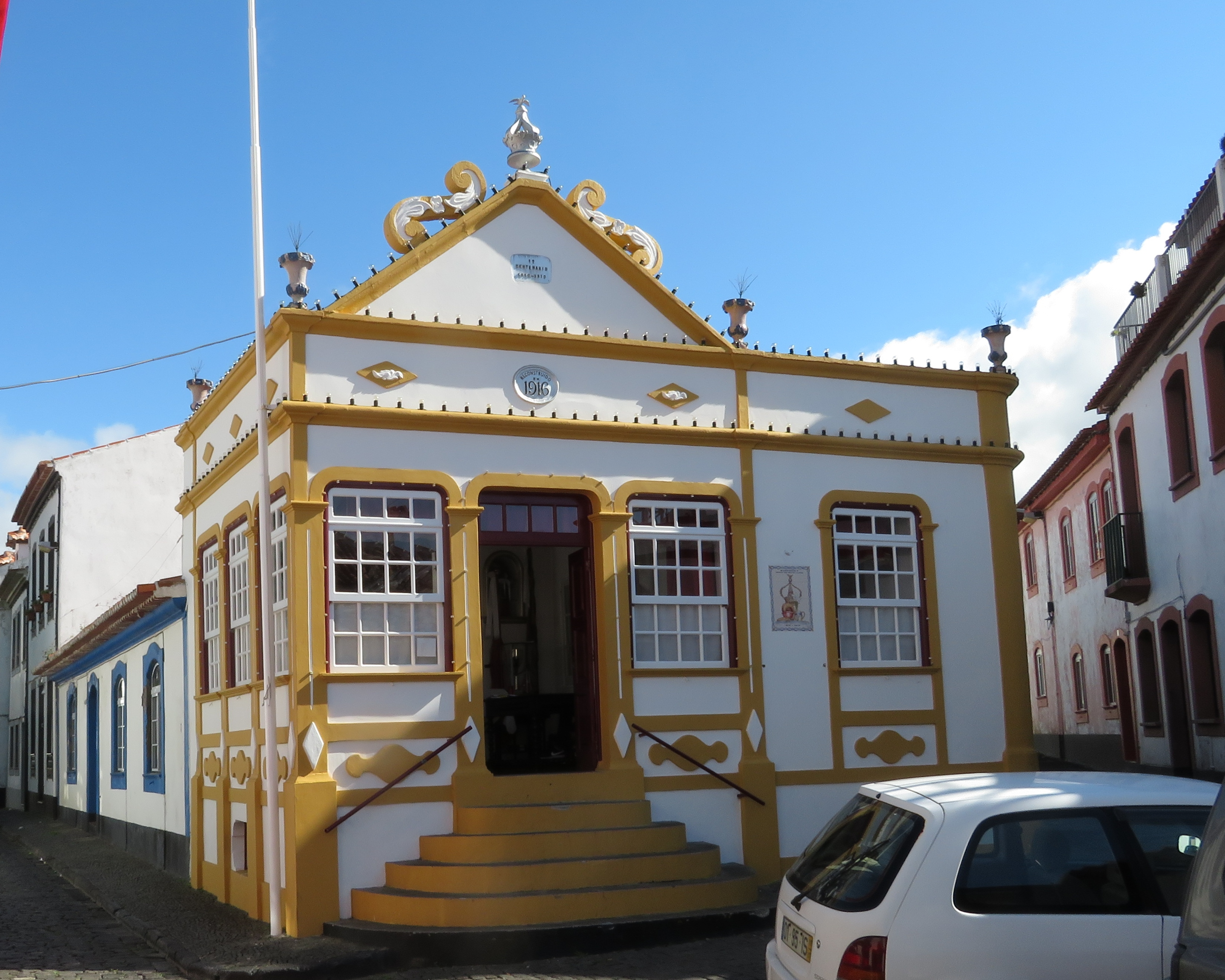
Império Do Espírito Santo Dos Quatro Cantos, Angra do Heroismo

Este Império do Espírito Santo tem a sua fundação no século XIX mais precisamente no ano de 1810.